# واد جر
واد جر هي إحدى بلديات ولاية البليدة التابعة لـ دائرة العفرون. وفق إحصاء 2008، فقد بلغ عدد سكانها 6543.
تقع البلدية غرب ولاية البليدة على بعد حوالي 30 كم جنوب غرب مدينة البليدة و70 كم من الجزائر العاصمة.